# Weltcup der Nordischen Kombination 1996/97
Die Weltcupsaison 1996/97 der Nordischen Kombination begann am 22. November 1996 im finnischen Rovaniemi und endete am 22. März 1997 im slowakischen Štrbské Pleso. Während der in drei Perioden eingeteilten Saison fanden vom 21. Februar bis 1. März 1997 die Nordischen Skiweltmeisterschaften im norwegischen Trondheim statt. Zum ersten Mal wurden im Weltcup neben den Einzelrennen auch zwei Sprints über 7,5 Kilometer ausgetragen. Hierbei entsprachen erst deren 16 Punkte im Springen einer Minute auf der Loipe. Bei den Einzelrennen nach der Gundersen-Methode blieb die Umrechnung bei zehn Punkten pro Minute. Darüber hinaus wurde die Auf- und Abstiegsregelung zwar beibehalten, jedoch wurde der B-Weltcup etwas aufgewertet. So war in der Saison 1996/97 ein Sieg m zweitklassigen B-Weltcup gleich viel wert wie ein 16. Platz im Weltcup (zuvor Rang 21). Bei einem Abstieg in den B-Weltcup wird der jeweilige Athlet trotz gewonnener Weltcup-Punkte nicht mehr in der Gesamtweltcupwertung aufgeführt. Des Weiteren wurden mit den Sonderwertungen für den Deutschland-Grand-Prix sowie für das Nordic Tournament weitere Preisgelder vergeben.
Mit seinen beiden ersten Weltcuperfolgen konnte der Finne Samppa Lajunen die Weltcupgesamtwertung vor seinem Landsmann Jari Mantila und dem Norweger Bjarte Engen Vik für sich entscheiden. Für Mantila war es der zweite und zugleich letzte Weltcuperfolg seiner Laufbahn. Daneben konnte auch Hannu Manninen zwei Weltcupsiege für Finnland gewinnen.
Seinen einzigen Weltcuperfolg konnte der Norweger Halldor Skard in Steamboat Springs feiern. Für die deutschsprachigen Podestplätze sorgten der Österreicher Mario Stecher mit drei Siegen, zwei zweiten und einem dritten Platz sowie der Schweizer Andy Hartmann mit seinem dritten Platz in Oslo. Mit seinem zweiten Platz im heimischen Val di Fiemme konnte Andrea Longo den ersten Podestplatz für Italien holen.

## Ergebnisse und Wertungen

### Weltcup-Übersicht
| Datum                                                                      | Austragungsort    | Disziplin                | Sieger                                             | Zweiter                                                | Dritter                                            |
| -------------------------------------------------------------------------- | ----------------- | ------------------------ | -------------------------------------------------- | ------------------------------------------------------ | -------------------------------------------------- |
| 22.11.1996                                                                 | Rovaniemi         | Einzel K90/15 km         | Jari Mantila                                       | Samppa Lajunen                                         | Mario Stecher                                      |
| 11.12.1996                                                                 | Steamboat Springs | Einzel K88/15 km         | Halldor Skard                                      | Bjarte Engen Vik                                       | Trond Einar Elden                                  |
| 15.12.1996                                                                 | Steamboat Springs | Teamsprint K112/2×7,5 km | Norwegen IBård Jørgen Elden Trond Einar Elden      | Norwegen IIHalldor Skard Bjarte Engen Vik              | ÖsterreichFelix Gottwald Mario Stecher             |
| 29.12.1996                                                                 | Oberwiesenthal    | Sprint K90/7,5 km        | Mario Stecher                                      | Bjarte Engen Vik                                       | Todd Lodwick                                       |
| 02.01.1997                                                                 | Reit im Winkl     | Teamsprint K90/2×7,5 km  | Finnland IHannu Manninen Jari Mantila              | Norwegen IBjarte Engen Vik Halldor Skard               | ÖsterreichChristoph Bieler Mario Stecher           |
| 05.01.1997                                                                 | Schonach          | Einzel K90/15 km         | Samppa Lajunen                                     | Mario Stecher                                          | Jari Mantila                                       |
| 11.01.1997                                                                 | Saalfelden        | Einzel K85/15 km         | Hannu Manninen                                     | Mario Stecher                                          | Jari Mantila                                       |
| 14.01.1997                                                                 | Val di Fiemme     | Einzel K90/15 km         | Samppa Lajunen                                     | Andrea Longo                                           | Kristian Hammer                                    |
| 18.01.1997                                                                 | St. Moritz        | Einzel K95/15 km         | Mario Stecher                                      | Bjarte Engen Vik                                       | Samppa Lajunen                                     |
| 30.01.1997                                                                 | Hakuba            | Team K90/3×5 km          | FinnlandSamppa Lajunen Jari Mantila Hannu Manninen | NorwegenBård Jørgen Elden Gard Myhre Trond Einar Elden | JapanTsugiharu Ogiwara Futoshi Ōtake Kenji Ogiwara |
| 01.02.1997                                                                 | Hakuba            | Einzel K120/15 km        | Mario Stecher                                      | Samppa Lajunen                                         | Ladislav Rygl                                      |
| 21. Februar bis 1. März 1997 Nordische Skiweltmeisterschaften in Trondheim |                   |                          |                                                    |                                                        |                                                    |
| 08.03.1997                                                                 | Lahti             | Einzel K114/15 km        | Hannu Manninen                                     | Halldor Skard                                          | Tim Tetreault                                      |
| 14.03.1997                                                                 | Oslo              | Sprint K112/7,5 km       | Bjarte Engen Vik                                   | Hannu Manninen                                         | Trond Einar Elden                                  |
| 15.03.1997                                                                 | Oslo              | Einzel K112/15 km        | Bjarte Engen Vik                                   | Samppa Lajunen                                         | Andy Hartmann                                      |
| 22.03.1997                                                                 | Štrbské Pleso     | Einzel K120/15 km        | Bjarte Engen Vik                                   | Kenji Ogiwara                                          | Jari Mantila                                       |

### Wertungen
| Rang | Name              | Punkte |
| ---- | ----------------- | ------ |
| 01.  | Samppa Lajunen    | 1223   |
| 02.  | Jari Mantila      | 0940   |
| 03.  | Bjarte Engen Vik  | 0890   |
| 04.  | Mario Stecher     | 0884   |
| 05.  | Hannu Manninen    | 0875   |
| 06.  | Kenji Ogiwara     | 0750   |
| 07.  | Halldor Skard     | 0595   |
| 08.  | Trond Einar Elden | 0581   |
| 09.  | Waleri Stoljarow  | 0507   |
| 10.  | Knut Tore Apeland | 0497   |
| 11.  | Ladislav Rygl     | 0490   |
| 12.  | Gard Myhre        | 0480   |
| 13.  | Tim Tetreault     | 0479   |
| 14.  | Fabrice Guy       | 0476   |
| 15.  | Tapio Nurmela     | 0433   |
| 16.  | Todd Lodwick      | 0407   |
| 17.  | Ludovic Roux      | 0400   |
| 18.  | Felix Gottwald    | 0392   |
| 19.  | Andrea Longo      | 0386   |

| Rang | Name                | Punkte |
| ---- | ------------------- | ------ |
| 20.  | Christoph Eugen     | 0383   |
| 21.  | Sylvain Guillaume   | 0381   |
| 22.  | Kristian Hammer     | 0376   |
| 23.  | Fred Børre Lundberg | 0323   |
| 24.  | Christoph Bieler    | 0309   |
| 25.  | Tsugiharu Ogiwara   | 0298   |
| 26.  | Bård Jørgen Elden   | 0286   |
| 27.  | Jens Deimel         | 0278   |
| 28.  | Tony Kilponen       | 0264   |
| 29.  | Andreas Hartmann    | 0259   |
| 30.  | Marco Zarucchi      | 0248   |
| 31.  | Knud Børge Andersen | 0241   |
| 32.  | Matthias Looß       | 0238   |
| 33.  | Kari Manninen       | 0235   |
| 34.  | Roman Perko         | 0230   |
| 35.  | Miroslav Kopal      | 0209   |
| 36.  | Milan Kučera        | 0208   |
| 37.  | Michael Gruber      | 0202   |
| 38.  | Futoshi Ōtake       | 0194   |

| Rang | Name              | Punkte |
| ---- | ----------------- | ------ |
| 39.  | Urs Kunz          | 0191   |
| 40.  | Nicolas Bal       | 0189   |
| 41.  | Alexei Barannikow | 0181   |
| 42.  | Jacob Gunnes      | 0177   |
| 43.  | Glenn Skram       | 0163   |
| 44.  | Thomas Abratis    | 0162   |
| 45.  | Dave Jarrett      | 0161   |
| 46.  | Enrico Heisig     | 0153   |
| 47.  | Ago Markvardt     | 0120   |
| 48.  | Jouni Kaitainen   | 0111   |
| 49.  | Sergei Zacharenko | 0109   |
| 50.  | Jan Matura        | 0060   |
| 51.  | David Kreiner     | 0043   |
| 52.  | Frédéric Baud     | 0024   |
| 53.  | Jaakko Tallus     | 0023   |
| 54.  | Ladislav Sulir    | 0005   |
| 55.  | Martin Novoroľník | 0003   |
| 56.  | Robert Minar      | 0002   |
| 57.  | Peter Mrug        | 0001   |

In der Nationenwertung waren insgesamt 16 Nationen klassiert.
| Endstand Top 5 |            |        |
| \| Rang \| Name \| Punkte \| \| ---- \| ---------- \| ------ \| \| 01. \| Norwegen \| 5357 \| \| 02. \| Finnland \| 4845 \| \| 03. \| Österreich \| 2757 \| \| 04. \| Frankreich \| 1775 \| \| 05. \| Japan \| 1449 \| |            |        |
| Rang | Name       | Punkte |
| 01. | Norwegen   | 5357   |
| 02. | Finnland   | 4845   |
| 03. | Österreich | 2757   |
| 04. | Frankreich | 1775   |
| 05. | Japan      | 1449   |